# Junko Tabei
Junko Tabei (田部井 淳子) (Fukushima, 22 de setembro de 1939 — Kawagoe, 20 de outubro de 2016) foi uma alpinista japonesa e a primeira mulher a atingir o cume do Monte Everest, em 16 de maio de 1975.
Foi também a primeira mulher a ter escalado os Sete cumes, tarefa que completou em 1992, aos 53 anos de idade.

## Expedição ao Everest
Formada em literatura inglesa pela Universidade Feminina de Showa, onde tornou-se membro da equipe de montanhismo da universidade, Tabei criou, em 1969, o Clube Feminino de Montanhismo do Japão. Com o marido, escalou o Monte Fuji. Também escalou o Monte Matterhorn, nos Alpes suíços. Por volta de 1972, ela já era uma alpinista respeitada.
Em 1974, o jornal Yomiuri Shimbun e a rede de televisão Nihon fizeram uma seleção, entre centenas de inscritas num concurso, para montar uma equipe feminina de montanhismo que enfrentasse o desafio de alcançar o cume do Monte Everest, até então conquistado apenas por homens. Entre as quinze alpinistas selecionadas estava Junko Tabei.
Após um longo período de treinamento, elas iniciaram a expedição no início de 1975, viajando para Katmandu, a capital do Nepal, onde contrataram nove sherpas para guiá-las na subida da montanha, usando a mesma rota da pioneira conquista de Edmund Hillary e Tenzing Norgay, em 1953.
No começo de maio, o grupo estava acampado a 6 300 m de altitude quando uma inesperada avalanche atingiu o acampamento em que se encontravam. As mulheres e os guias foram cobertos pela tempestade de neve e Junko perdeu a consciência por aproximadamente seis minutos, até ser resgatada por um guia sherpa. Sem desistir da aventura, doze dias depois, liderando o grupo de japonesas, Tabei tornou-se a primeira mulher a alcançar o cume do Monte Everest.
Nunca houve dúvida na minha mente de que eu quaria subir aquela montanha, independente do que as outras pessoas diziam.

## Ecologia
Em seus últimos anos, ela diminuiu as atividades como montanhista, mas continuou a trabalhar envolvida com ecologia e meio ambiente, como diretora do Himalayan Adventure Trust, no Japão, uma organização não-governamental que trabalha a nível global pela preservação das montanhas.

## Morte e legado
Tabei foi diagnosticada com câncer de estômago em 2012, entretanto permanecendo ativa em diversas atividades de alpinismo. Em julho de 2016, liderou uma expedição de jovens ao cume do Monte Fuji. Tabei morreu em um hospital de Kawagoe em 20 de outubro de 2016, aos 77 anos.
Antes de sua morte, o asteroide 6897 Tabei foi batizado em sua homenagem.
Em 19 de novembro de 2019, uma cordilheira em Plutão foi batizada de Tabei Montes, em reconhecimento às conquistas de alpinismo de Tabei. Nomenclaturas de montanhas em Plutão são escolhidas em homenagem a pessoas "pioneiras históricas, que atravessaram novos horizontes na exploração da Terra, do mar e do céu".